# Osvaldo Raffo
Osvaldo Hugo Raffo (Parque Patricios, Buenos Aires; 31 de octubre de 1930-San Andrés, 18 de marzo de 2019) fue un médico forense y criminólogo argentino.

## Biografía
Hijo de un matarife, comentó en varias entrevistas que creía haberse inclinado por la especialidad de tanatólogo —del griego thanatos, muerte— «por ver tantas vacas muertas» cuando era pequeño.
En su juventud fue campeón de judo y una tarde recibió una medalla de manos del mismísimo presidente Juan Domingo Perón.
Se licenció en medicina por la UBA, en 1957. Diez años después obtuvo la especialidad de médico legista.
Osvaldo Hugo Raffo fue el médico forense más importante en la historia argentina, ya que intervino en los casos de mayor impacto, como los de Nora Dalmasso, María Marta García Belsunce, José Luis Cabezas, Candela Rodríguez, Ángeles Rawson, María Soledad Morales, la tragedia de Cromañón y del fiscal Alberto Nisman, de quien aseguró que lo mataron. También hizo la autopsia del cuerpo del médico René Favaloro. Intervino en la investigación del asesinato del conscripto Omar Carrasco, en el homicidio de Alicia Muñiz que terminó con la condena a Carlos Monzón.
En 1980 editó La muerte violenta, es todavía un manual básico y de cabecera para los criminólogos que colmaban las salas cada vez que el médico se presentaba a una charla académica. Todos lo llamaban «maestro».
Durante el 2003 y 2004 participó del ciclo periodístico-policial Historias del crimen, conducido por Lorenzo Quinteros con Darío Villarruel y Ricardo Ragendorfer. Junto al investigador criminalista Raúl Osvaldo Torre fueron las caras visibles del programa médico-policial argentino Forenses, cuerpos que hablan, emitido en el 2005.
En el 2008 participó en el ciclo conducido por Soledad Silveyra, Un tiempo después.

### Suicidio
El domingo 17 de marzo de 2019, el doctor Osvaldo Raffo se mató de un disparo a la cabeza en su casa en la calle Florida al 2300 de la localidad de San Andrés, partido de San Martín. En la cocina había dejado una nota dirigida al «Señor Juez» en la que decía: «No soporto más los dolores que me aquejan. No se culpe a nadie de mi muerte. Dios me perdone», escribió, con su firma y su sello al pie. Lo encontraron con un tiro en la cabeza y un arma calibre 38 en su mano. En los últimos años caminaba con la ayuda de un bastón.
Además, le escribió otra a su cuidadora, para que no subiera «sola» al lugar donde él se encontraba. Eligió el día domingo ya que era el día libre de la mujer que lo cuidaba. Raffo sufría de dolores sumamente intensos en la cadera y casi no podía caminar. Había enviudado ocho años atrás. Nunca pudo superar la muerte de su esposa. Raffo practicaba Kendo ya que lo ayudaba con sus dolores articulares.

## Controversias
Según el periodista Osvaldo Papaleo, hermano de Lidia, principal querellante en la causa por la apropiación ilegal de Papel Prensa S. A. a los herederos del empresario David Graiver, Raffo, fue un médico del represor Ramón Camps.